# William Feller
William Feller, orig. Vilibald Srećko Feller (Zagabria, 7 luglio 1906 – New York, 14 gennaio 1970), è stato un matematico croato naturalizzato statunitense.
È noto per i suoi contributi alla teoria della probabilità. Venne chiamato anche Vilim Feller e Willy Feller.

## Primi anni ed educazione
Nasce da Ida Oemichen-Perc, cattolica croato-austriaca, e Eugene Victor Feller, figlio di Elsa Holzer, austriaca cattolica, e David Feller, ebreo polacco. 
A Zagabria egli compie la sua educazione elementare e secondaria e studia per due anni matematica. Dal 1925 prosegue i suoi studi a Gottinga, in Germania, dove ha come docenti David Hilbert e Richard Courant; nel 1926 a soli vent'anni ottiene il dottorato con la supervisione di Courant, con una tesi dal titolo Über algebraisch rektifizierbare transzendente Kurven.

## Carriera
Nel 1928 ottiene un posto di docente alla Università di Kiel, ma nel 1933 deve lasciarla, in quanto si rifiuta di firmare un giuramento al nazismo e si trasferisce a Copenaghen, in Danimarca. Successivamente tiene lezioni in Svezia (Stoccolma e Lund). Finalmente nel 1939 si trasferisce negli Stati Uniti, dove insegna alla Brown University e alla Cornell e nel 1944 ottiene la cittadinanza statunitense. Nel 1950 diventa professore alla Princeton University.
I lavori di Feller sono contenuti in 104 articoli e due libri e toccano una varietà di argomenti: analisi matematica, teoria della misura, analisi funzionale, geometria ed equazioni differenziali.
Egli era tra i maggiori probabilisti che operavano al di fuori della Russia. Intorno alla metà del XX secolo la teoria della probabilità in genere non veniva considerata una dignitosa area di ricerca matematica, ad eccezione della Russia per opera di Kolmogorov e di altri valenti studiosi. Feller ha contribuito a chiarire i collegamenti fra catene di Markov ed equazioni differenziali. A lui si deve un trattato in due volumi sulla teoria della probabilità che è stato unanimemente considerato una delle più importanti trattazioni di questa materia.

## Risultati
Al nome di Feller sono dedicate circa 150 nozioni concernenti la teoria della probabilità; tra questi il processo di Feller, test di Feller per le esplosioni, moto di Feller-Brown, proprietà di Feller, semigruppo di Feller e teorema di Lindberg-Feller. Il suo libro An Introduction to Probability Theory and its Application in due volumi, ampiamente adottato come libro di testo, è giudicato essenziale per la diffusione della teoria della probabilità e viene considerato tra i migliori scritti nel XX secolo.
Nonostante egli abbia passato la parte scientificamente più attiva fuori dalla Croazia dove era nato, era cresciuto ed era stato educato, Feller rimase in contatto con i suoi parenti e con i colleghi dell'Università di Zagabria, che ha di quando in quando visitato per tenervi conferenze.
Feller ha ricevuto vari premi ed è stato membro di varie istituzioni accademiche (Boston, Zagabria, Londra, Copenaghen).
Feller è stato, con Otto Neugebauer, tra i promotori della pubblicazione di Mathematical Reviews, la rivista di recensioni e sommari ora assai diffusa ed influente.